# Carl M. Yoshimoto
Carl Masaru Yoshimoto (geboren am 27. April 1922 in Honolulu, Hawaii; gestorben am 25. Februar 2011 in Calgary, Kanada) war ein US-amerikanischer Entomologe und Parasitologe, der sich vorrangig mit der Systematik der Erzwespen beschäftigt hat.

## Leben
Carl Masaru Yoshimoto wuchs mit zwei jüngeren Schwestern in einer japanischen Einwandererfamilie auf. Sein Vater war ein aus Japan eingewanderter Plantagenarbeiter und seine Mutter eine Nisei. Als Yoshimoto während des Zweiten Weltkriegs eingezogen werden sollte, kam es wegen einer Appendizitis zu einer Verzögerung, so dass der Krieg nach Yoshimotos Grundausbildung beendet war. Nach seiner Entlassung aus dem Militärdienst profitierte er von den Vergünstigungen der G. I. Bill of Rights und nahm an der Wesleyan University in Iowa ein Studium der Liberal Arts auf, das er bis zum Bachelor of Arts führte. 1950 wechselte er auf Anraten eines seiner Professoren zu einem Studium der Entomologie an die Kansas State University, wo er 1952 zum Master of Science graduierte. 1955 promovierte er an der Cornell University mit einer Dissertation über das Brutverhalten der Wegwespen (Pompilidae) zum Ph.D. Nach seiner Ausbildung wurde er vom U.S. Department of Agriculture eingestellt und beschäftigte sich mit der Erforschung der Taufliegen (Drosophilidae) und ihrer Nutzung von Botenstoffen. Er wurde für zwei Jahre nach Mexiko-Stadt geschickt, wo er Ruth Reiko Nishimura kennenlernte und heiratete.
Ab 1957 arbeitete Carl Yoshimoto als Entomologe im Bernice P. Bishop Museum in Honolulu. 1967 nahm er ein einjähriges Sabbatical für einen Forschungsaufenthalt im Natural History Museum in London. Anschließend begann er eine Tätigkeit als Entomologe beim kanadischen Ministerium für Land- und Forstwirtschaft (heute Natural Resources Canada), wo er in der Canadian National Collection of Insects and Arachnids in Ottawa forschte. 1987 trat er in den Ruhestand, er zog mit seiner Familie im Januar 2003 nach Calgary und starb dort im Februar 2011.
Yoshimotos Forschungen behandelten überwiegend die Systematik und Ökologie der Erzwespen (Chalcidoidea). Während seiner Laufbahn hat Yoshimoto mehr als neunzig wissenschaftliche Veröffentlichungen verfasst, zu denen mehrere Revisionen von Familien der Erzwespen gehören. Yoshomoto hat eine Reihe von Gattungen und Arten beschrieben.

## Dedikationsnamen (Auswahl)
- Yoshimotoana Huber, 2015[3]
- Achrysocharoides yoshimotoi Kamijo, 1991[4]
- Aprostocetus yoshimotoi Khan, Agnihotri & Sushil, 2005[5]
- Careostrix yoshimotoi La Salle, 1994[6]
- Dicladocerus yoshimotoi Özdikmen, 2011 (Ersatzname für Dicladocerus japonicus Yoshimoto, 1976 wegen des älteren Dicladocerus japonicus Ashmead, 1908)[7][8]
- Eustochus yoshimotoi Huber & Baquero, 2007[9]
- Hockeria yoshimotoi Habu, 1966[10]
- Tetarticlava yoshimotoi Noyes, 1980[11]

## Erstbeschreibungen (Auswahl)
- †Bouceklytinae Yoshimoto, 1975[12]
  - †Bouceklytus Yoshimoto, 1975
- Kleidotoma subantarctica Yoshimoto, 1964[13]
- Merostenus melinus (Yoshimoto, 1969)[14]
- Xenufens forsythi (Yoshimoto, 1976)[15]

## Veröffentlichungen (Auswahl)
- mit D. D. Millspaugh: A preliminary list of the Calliphorinae (Diptera) known to occur in Iowa. In: Bulletin of the Iowa Academy of Science 1950, Band 57, Nr. 1, S. 545–547, Digitalisat.
- Studies on the species of vinegar gnats (Diptera:Drosophilidae) in Kansas. M.Sc. thesis, Kansas State College, Manhattan, KS 1952, Digitalisat.
- The biology of the nearctic spider wasps (Hymenoptera, Pompilidae). Cornell University Press, Ithaca, NY 1955 und Dissertation, Cornell University 1955.
- mit Howard Ensign Evans: The ecology and nesting behavior of the pompilidae (Hymenoptera) of the Northeastern United States. In: Miscellaneous publications of the Entomological Society of America 1962, Band 3, Nr. 3, S. 67–119, ZDB-ID 959497-8.
- Revision of the Hawaiian Eucoilinae (Hym.: Cynipoidea). In: Pacific Insects 1962, Band 4, Nr. 4, S. 799–845, Digitalisat.
- Hymenoptera: Eucoilinae (Cynipoidea). In: Insects of Micronesia 1962, Band 19, Nr. 3, S. 89–107, Digitalisat.
- Synopsis of Polynesian Cynipoidea (Hymenoptera: Eucoilinae) In: Pacific Insects 1963, Band 5, Nr. 2, S. 433–443, Digitalisat.
- The families and subfamilies of Canadian chalcidoid wasps. Hymenoptera: Chalcidoidea. The Insects and Arachnids of Canada part 12. Agriculture Canada, Ottawa 1984.
- A review of the genera of New World Mymaridae (Hymenoptera: Chalcidoidea). Flora & Fauna Handbook 7. Sandhill Crane Press, Gainesville, FL 1990.